# Ornithopsyche
Ornithopsyche este un gen de molii din familia Lymantriinae.